# ماركو أنطونيو توريس هرنانديز
ماركو أنطونيو توريس هرنانديز (بالإسبانية: Marco Antonio Torres Hernández)‏ هو سياسي مكسيكي، ولد في 9 أغسطس 1961 في المكسيك. حزبياً، نشط في الحزب الثوري المؤسساتي. وقد انتخب عضو مجلس النواب المكسيك.